# Жюйене
Жюйене́ (фр. Juillenay) — коммуна во Франции, находится в регионе Бургундия. Департамент коммуны — Кот-д’Ор. Входит в состав кантона Сольё. Округ коммуны — Монбар.
Код INSEE коммуны — 21328.

## Население
Население коммуны на 2010 год составляло 54 человека.
| 1962 | 1968 | 1975 | 1982 | 1990 | 1999 | 2010 |
| ---- | ---- | ---- | ---- | ---- | ---- | ---- |
| 98   | 89   | 67   | 59   | 56   | 50   | 54   |

## Экономика
В 2010 году среди 38 человек трудоспособного возраста (15—64 лет) 27 были экономически активными, 11 — неактивными (показатель активности — 71,1 %, в 1999 году было 63,0 %). Из 27 активных жителей работали 25 человек (16 мужчин и 9 женщин), безработных было 2 (1 мужчина и 1 женщина). Среди 11 неактивных 4 человека были учениками или студентами, 6 — пенсионерами, 1 был неактивным по другим причинам.